# フェルディナン・バック

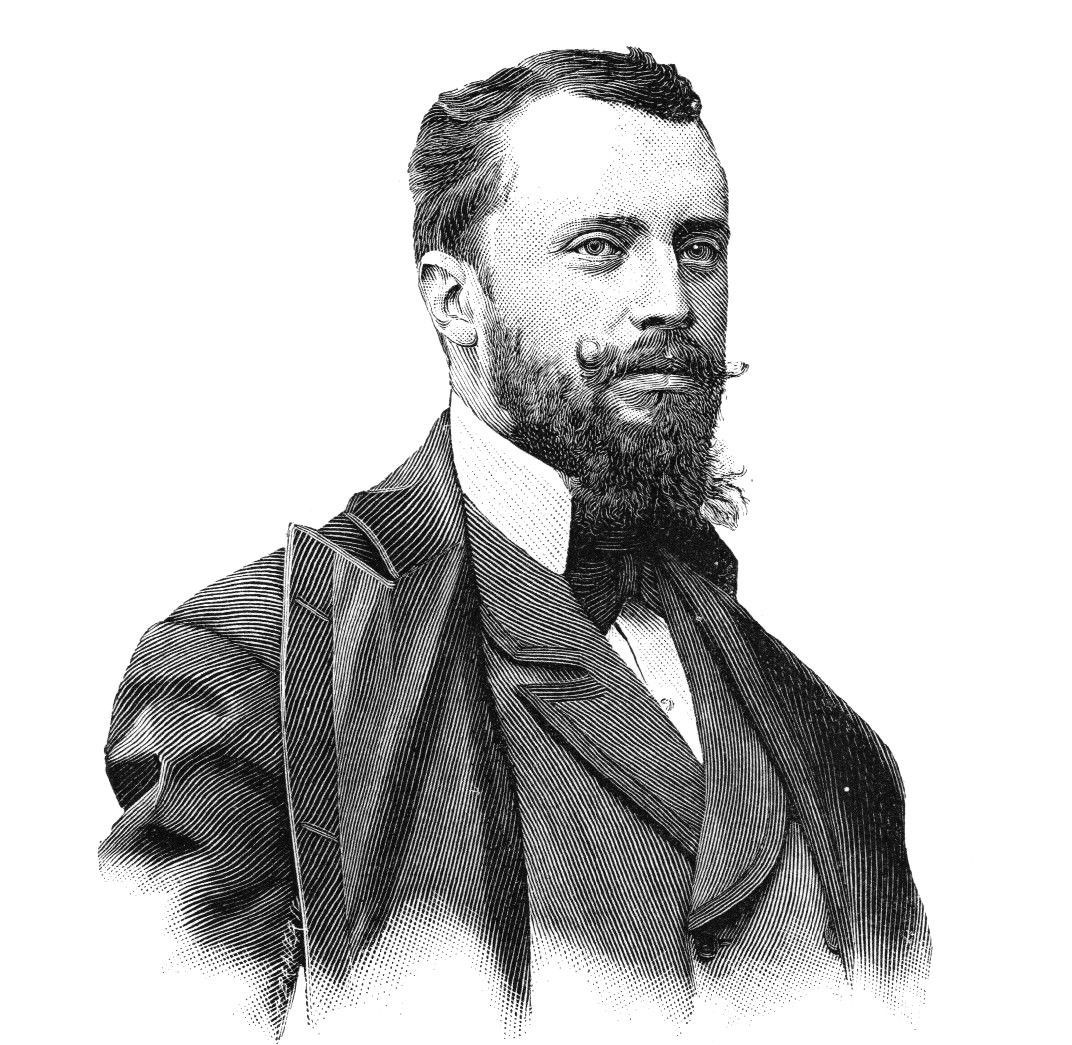
フェルディナン・バック

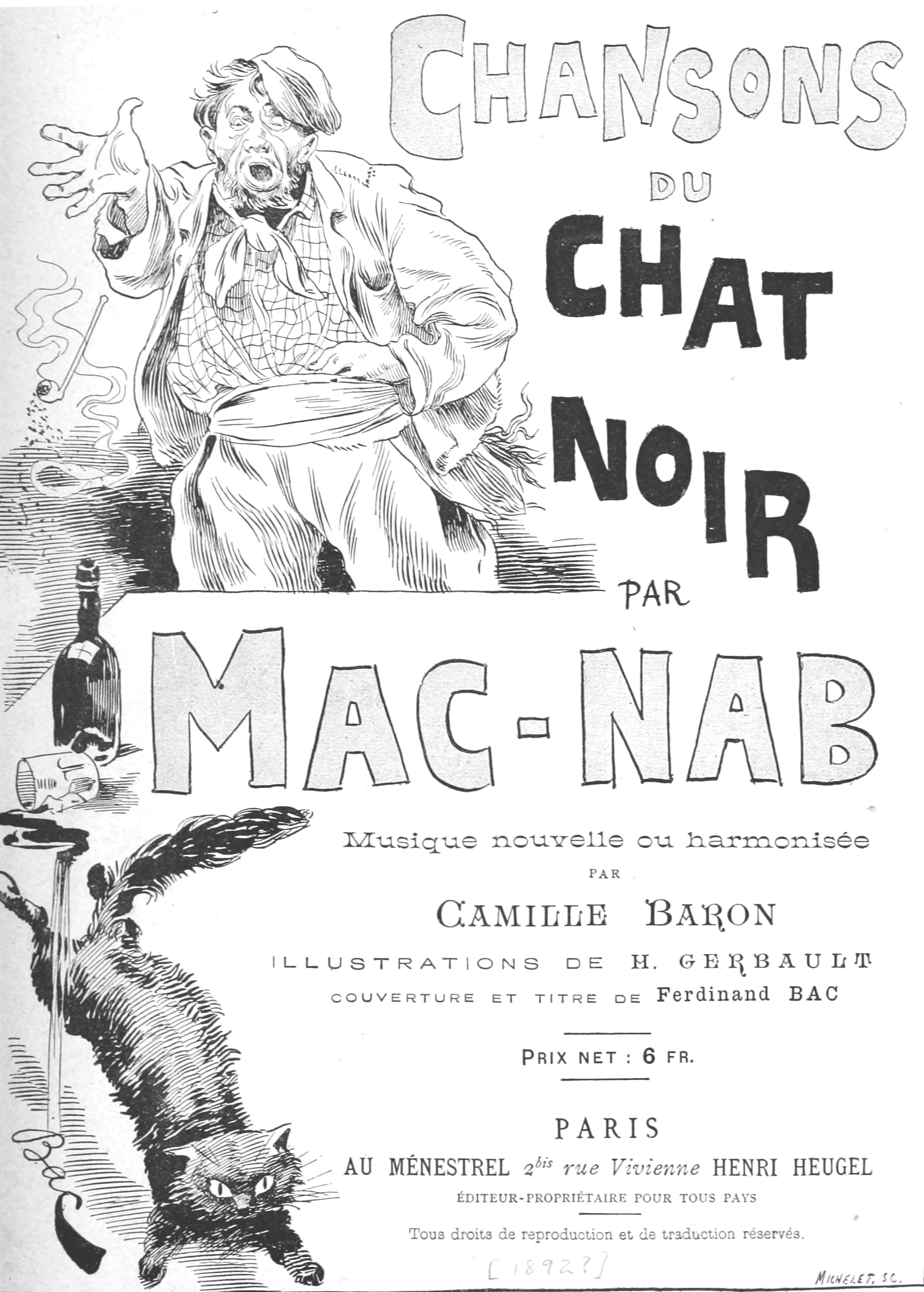
作品

フェルディナン・バック（Ferdinand Bac, 1859年 - 1952年）は、ドイツのイラスト画家、著作家。ドイツ名フェルディナント・ジギスムント・バッハ（Ferdinand Sigismund Bach）。特にポスター画や愉快なイラスト風刺画で知られるが、一方で別荘開発を手がけ、「庭はそれ自身の中に宇宙全体を持つ」という言葉などとともに、そのデザイン思想性はルイス・バラガンに多大な影響を与えた。ドイツ語圏とフランス語圏の伝統の間の仲介役を務めた文化人である。
本名のほか「カブ」（Cab）の筆名がある。

## 略歴
ナポレオン・ボナパルトの弟ジェローム・ボナパルトの庶子カール・フィリップ・ハインリヒ・バッハの息子として、ドイツのシュトゥットガルトに生まれる。母ザビーナ・ルドヴィカは父の2番目の妻であった。幼少期はオーストリアで過ごし、ベル・エポック時代のパリに渡る。ファッション方面で活躍し、イヴェット・ギルベール、アルフレッド・モスらとも交流する。その後、アルベール・ロビダに師事し、以後は風刺に専念する。パリ風俗の描き手となり、1880年頃を中心に、当時の絵入り娯楽雑誌などで多くの挿絵を寄稿した。その後、2巻からなる『古きドイツ』（La Vieille Allemagne ）といった著作を出したころからは、文字やドイツの幼年期とイタリアの都市の物語に関する数多くの本を出版した。 
健康上の理由で、1912年からマントンのコロンビエール（Colombières、avenue Blosco-Ibanez）・ヴィラCroissetを開発するために南フランスで過ごし始める。そこで各フロアを地中海諸国に触発されて地中海の庭園の中央に豪華な住居に、この古い建物を改築させる。彼は思考や自分の仕事、自分の欲望や計画を何冊かの本で記録している。現在バックの仕事は、ほとんど何も現地に残っていない。1975年頃、建てられた3つの建物の一つによって敷地を占めている。

## 参考
- 「エクスナレッジホーム/Vol.13」エクスナレッジ　2003年
- 「5436 ルイス・バラガンのグアダラハラにおける初期住宅作品について : フェルディナン・バックのスケッチのとの相同性について（メディア分析, 建築計画I）」